# A8 (motorväg, Kroatien)
Motorväg A8 (kroatiska: Autocesta A8, italienska: Autostrada A8) är en motorväg på halvön Istrien i nordvästra Kroatien. Den något mer än 64 kilometer långa betalvägen förbinder Kanfanar och Matulji och är en del av E751 och det så kallade Istriska Y:et. Motorvägen ägs och administreras av bolaget BINA Istra.

## Beskrivning och historik
Motorväg A8 är till stora delar men inte uteslutande fyrfilig med två filer åt vardera körriktningen. Den första delen av motorvägen (Lupoglav–Matulji) togs i bruk år 1981 och den har sedan dess byggts ut gradvis med invigning av fler motorvägssektioner åren 1988 (Cerovlje–Lupoglav), 1998 (Rogovići–Cerovlje), 1999 (Kanfanar–Rogovići) och 2011 (Kanfanar–Rogovići, invigd som fyrfilig motorvägssektion).
Längs med motorvägen finns 71 vägobjekt, däribland 16 motorvägskorsningar, 28 underfarter, 15 viadukter, en bro, sju undre och en övre passage samt Učkatunneln och de två kortare tunnlarna (Zrinšćak 1 och Zrinšćak 2).